# Línguas por país
- Línguas do Artsaque
- Línguas da Abecásia
- Línguas do Afeganistão
- Línguas da África do Sul
- Línguas da Albânia
- Línguas da Alemanha
- Línguas de Andorra
- Línguas de Angola
- Línguas de Antígua e Barbuda
- Línguas da Arábia Saudita
- Línguas da Argélia
- Línguas da Argentina
- Línguas da Arménia
- Línguas da Austrália
- Línguas da Áustria
- Línguas do Azerbaijão
- Línguas das Baamas
- Línguas do Barém
- Línguas do Bangladexe
- Línguas de Barbados
- Línguas da Bielorrússia
- Línguas da Bélgica
- Línguas de Belize
- Línguas do Benim
- Línguas da Bolívia
- Línguas da Bósnia e Herzegovina
- Línguas de Botsuana
- Línguas do Brasil
- Línguas de Brunei
- Línguas da Bulgária
- Línguas de Burquina Fasso
- Línguas do Burundi
- Línguas do Butão
- Línguas de Cabo Verde
- Línguas dos Camarões
- Línguas do Camboja
- Línguas do Canadá
- Línguas do Catar
- Línguas do Cazaquistão
- Línguas da República Centro-Africana
- Línguas do Chade
- Línguas da Chéquia
- Línguas do Chile
- Línguas da China
- Línguas do Chipre
- Línguas do Chipre do Norte
- Línguas da Colômbia
- Línguas da República Democrática do Congo
- Línguas do Congo
- Línguas da Coreia do Norte
- Línguas da Coreia do Sul
- Línguas da Costa do Marfim
- Línguas do Kuwait
- Línguas da Croácia
- Línguas de Cuba
- Línguas da Dinamarca
- Línguas da Dominica
- Línguas da República Dominicana
- Línguas de El Salvador
- Línguas dos Emirados Árabes Unidos
- Línguas do Equador
- Línguas da Eritreia
- Línguas da Eslováquia
- Línguas da Eslovénia
- Línguas da Espanha
- Línguas de Essuatíni
- Línguas dos Estados Unidos
- Línguas da Estónia
- Línguas da Etiópia
- Línguas de Fiji
- Línguas das Filipinas
- Línguas da Finlândia
- Línguas de Taiwan (Formosa)
- Línguas da França
- Línguas do Gabão
- Línguas da Gâmbia
- Línguas de Gana
- Línguas da Geórgia
- Línguas de Granada
- Línguas da Grécia
- Línguas da Guatemala
- Línguas da Guiana
- Línguas da Guiné
- Línguas da Guiné-Bissau
- Línguas da Guiné Equatorial
- Línguas do Haiti
- Línguas das Honduras
- Línguas da Hungria
- Línguas do Iémen
- Línguas da Índia
- Línguas da Indonésia
- Línguas do Irão
- Línguas do Iraque
- Línguas da Irlanda
- Línguas da Islândia
- Línguas de Israel
- Línguas da Itália
- Línguas da Jamaica
- Línguas do Japão
- Línguas do Djibuti
- Línguas da Jordânia
- Línguas do Laos
- Línguas do Lesoto
- Línguas da Letónia
- Línguas do Líbano
- Línguas da Libéria
- Línguas da Líbia
- Línguas do Listenstaine
- Línguas da Lituânia
- Línguas do Luxemburgo
- Línguas da Macedónia do Norte
- Línguas de Madagáscar
- Línguas da Malásia
- Línguas do Malaui
- Línguas das Maldivas
- Línguas do Mali
- Línguas de Malta
- Línguas das Ilhas Marshall
- Línguas de Marrocos
- Línguas de Maurício
- Línguas da Mauritânia
- Línguas do México
- Línguas de Mianmar
- Línguas da Micronésia
- Línguas de Moçambique
- Línguas da Moldávia
- Línguas do Mónaco
- Línguas da Mongólia
- Línguas de Montenegro
- Línguas da Namíbia
- Línguas de Nauru
- Línguas do Nepal
- Línguas da Nicarágua
- Línguas do Níger
- Línguas da Nigéria
- Línguas da Noruega
- Línguas da Nova Zelândia
- Línguas de Omã
- Línguas da Ossétia do Sul
- Línguas dos Países Baixos
- Línguas de Palau
- Línguas da Palestina
- Línguas do Panamá
- Línguas da Papua-Nova Guiné
- Línguas do Paquistão
- Línguas do Paraguai
- Línguas do Peru
- Línguas da Polónia
- Línguas de Portugal
- Línguas do Quénia
- Línguas do Quirguistão
- Línguas de Quiribati
- Línguas do Reino Unido
- Línguas da Roménia
- Línguas de Ruanda
- Línguas da Rússia
- Línguas das Ilhas Salomão
- Línguas de Samoa
- Línguas de Santa Lúcia
- Línguas de Saint Kitts e Nevis
- Línguas de San Marino
- Línguas de São Tomé e Príncipe
- Línguas de São Vicente e Granadinas
- Línguas do Saara Ocidental
- Línguas de Seicheles
- Línguas do Senegal
- Línguas da Serra Leoa
- Línguas da Sérvia
- Línguas de Singapura
- Línguas da Síria
- Línguas da Somália
- Línguas da Somalilândia
- Línguas do Sudão
- Línguas da Suécia
- Línguas da Suíça
- Línguas do Suriname
- Línguas da Tailândia
- Línguas do Tajiquistão
- Línguas da Tanzânia
- Línguas de Timor-Leste
- Línguas do Togo
- Línguas de Tonga
- Línguas da Transnístria
- Línguas de Trindade e Tobago
- Línguas da Tunísia
- Línguas do Turcomenistão
- Línguas da Turquia
- Línguas de Tuvalu
- Línguas da Ucrânia
- Línguas de Uganda
- Línguas do Uruguai
- Línguas do Usbequistão
- Línguas de Vanuatu
- Línguas do Vaticano
- Línguas da Venezuela
- Línguas do Vietname
- Línguas da Zâmbia
- Línguas do Zimbabué